# Мрин
Мрин — село в Україні, у Ніжинському районі Чернігівської області. Адміністративний центр Мринської сільської громади. Населення становить 1820 осіб.

## Історія

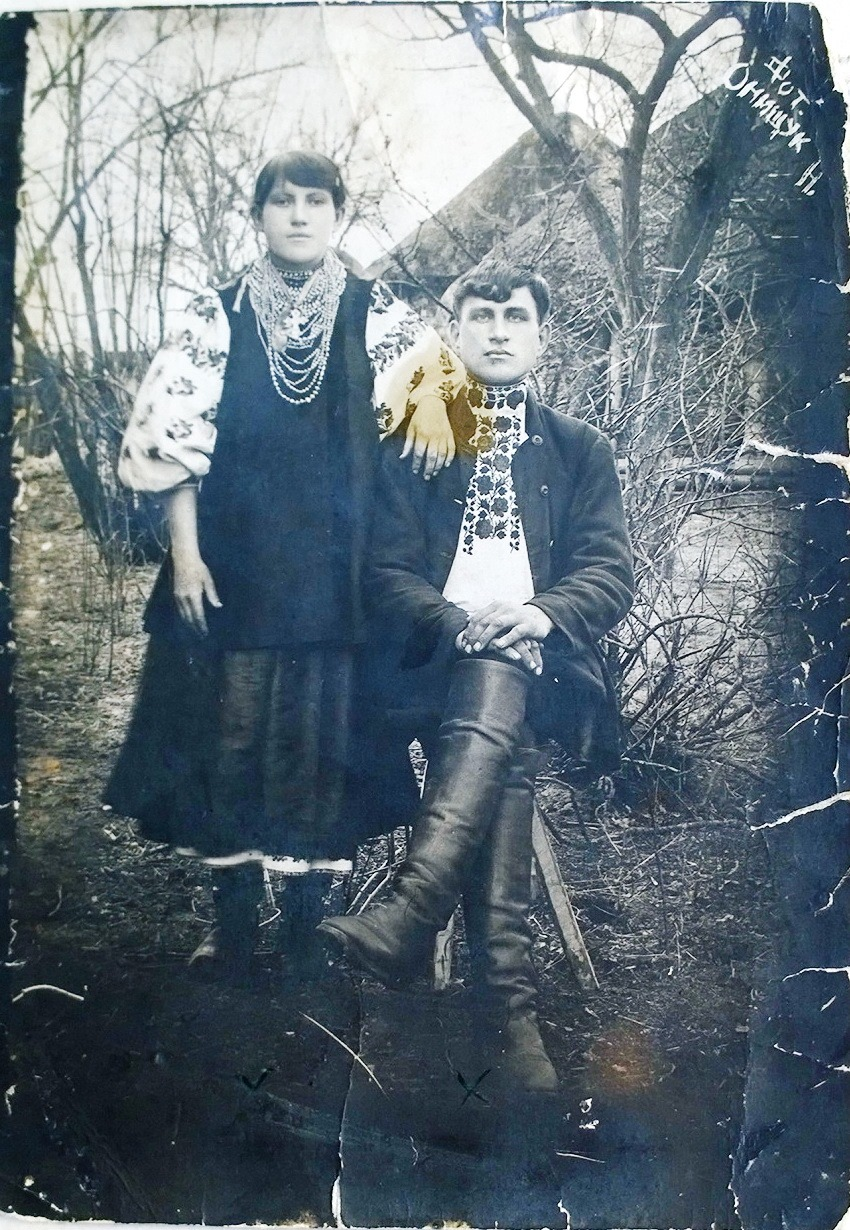
Весільна пара у Мрині. 1925. На фото — дід і баба Валерія Фурси

Заснований в кінці XVI ст., вперше згадується на початку XVII ст. 12 червня 1628 Владислав IV Ваза, на той час королевич і адміністратор Чернігово-Сіверських земель,  спеціальною грамотою передав Мрин Орденові Домініканців. 
В Коронній метриці зберігся здійснений у Варшаві і датований 25 травня 1647 запис «Надання права заснувати місто Яцкополь «загальновідоме як Мрин» на магдебурзькому праві домініканцям у Чернігові». (MK 190, k. 223v-225.protokół MK 361, p. 19.) пол. 1647.05.25, Warszawa. Nadanie prawa założenia miasta Jackopol лат. “vulgo Mrin” na prawie magdeburskim dominikanom w Czernihowie.
Назва «Яцкополь» означає місто (поліс) назване в честь Святого Яцека Одровонжа, також відомого як Святий Гіацинт. Святий Гіацинт активно проповідував християнство та засновував монастирі на Чернігівщині. 
Мрин також згадується у грамотах московських царів Олексія Михайловича та Катерини II, гетьмана Богдана Хмельницького.
Під час національно-визвольної війни 1648-57 Мрин перейшов у володіння Ветхорождественского монастиря.
Згодом (після 1657 року) чернігівський архієпископ Л. Баранович приєднав село до садиби чернігівського Борисоглібського монастиря. Мрин був центром Мринської сотні Ніжинського (з 1687  — Київського) полку.
За описом 1781 в Мрині було невелике укріплення, оточене земляним валом. Найбільшими землевласниками в Мрині були Коробки, останній з яких — П. С. Коробка став членом Державної думи. Він мав у Мрині велику садибу з житловими будинками (в 2-х житлових будинках тепер розміщена лікарня), господарським двором, стайнею. 
У ХІХ столітті містечко Мрин було волосним центром Мринської волості Ніжинського повіту Чернігівської губернії — у волость входило дев'ять навколишніх сіл.. У селі була Успенська та Миколаївська церкви. У 1866 році в с. Мрин — 268 дворів, 1617 мешканців; в 1897 — 389 дворів, 2190 мешканців.
У 1923 році містечко  стало адміністративним центром Мринського району Ніжинської округи, Чернігівської губернії маючи  607 дворів, 2948 мешканців. 
В 2016 році с. Мрин стає центром територіальної громади, до якої входить ще 6 сіл: с. Селище, с. Роздольне, с. Киселівка, с. Хотинівка, с. Лихачів, с. Плоске.

## Населення

### Мова
Розподіл населення за рідною мовою за даними перепису 2001 року:
| Мова       | Кількість | Відсоток |
| ---------- | --------- | -------- |
| українська | 2282      | 97.40%   |
| російська  | 51        | 2.18%    |
| вірменська | 6         | 0.26%    |
| білоруська | 4         | 0.16%    |
| Усього     | 2343      | 100%     |

## Економіка
Поруч із селом розташоване найбільше в Європі газове сховище. На глибині понад 400 метрів природа створила ємність площею 14 км на 6,5 км. Щорічно ДП «Укртрансгаз» закачує в неї стратегічний запас країни — 1,5 млрд кубометрів газу, що регулює споживання блакитного палива трьох областей — Київської, Сумської та Чернігівської.
В селі працює паркетний цех, діє своє професійно-технічне училище, понад 10 магазинів, кафе, меліорація та школа.

## Освіта
В Мрині з кінця XIX століття діяли низка навчальних закладів:
- церковно-парафіяльна школа в кам'яному будинку
- земська школа (відкрито в 1895)
- Леонідівське ремісниче училище (1901)
- Людмилівська школа домогосподарства (пізн. Людмилівська жіноча семінарія) (1903), на базі якої діяли педагогічні курси (з 1919 року), педагогічний технікум (з 1926 року), Мринська школа механізації сільського господарства (з 1933 року)

Станом на сьогодні діють:
- Мринська філія ДПТНЗ "Куликівський ПАЛ" (ран. Мринське ПТУ №33)[7]
- Мринський ліцей Мринської сільської ради (ран. Мринська ЗОШ I-III ступенів)

## Культура
В 1897 році зусиллями П.С. Коробки було відкрито кам'яну Успенську церкву (знесена на початку 30-х рр. XX ст.)
З 1999 року діє народний аматорський фольклорний ансамбль «Молодички» на базі Мринського сільського Будинку культури.
В селі з 2011 по 2020 рік діяв літературний клуб, випускалась газета «Літературний Мрин» — один раз на місяць на десяти сторінках, накладом у чотириста примірників.
Завдяки літературному клубові видано дві збірки віршів:
- «Соборність сердець», до якої увійшли вірші 22 авторів. Зображення на обкладинку малювала місцева художниця Юлія Бобок. Наклад — 210 примірників.
- «Миттєвості життя». Наклад у 200 примірників.

## Видатні люди
- Коробка Павло Степанович (18.05.1846 — 04.09.1919) — український правознавець, мировий суддя, освітній діяч і доброчинець.
- Сластіон Опанас Георгійович (1855 — 1933) — художник, мистецтвознавець, етнограф. В дореволюційний період жив і працював у Мрині [10]
- Малинка Олександр Никифорович (1865—1941) — український етнограф, фольклорист кінця ХІХ століття та доби Розстріляного відродження. Член Чернігівської та Полтавської археографічних комісій Російської імперії. Член Етнографічно-фольклорної комісії при ВУАН. Голова Ради Всеукраїнського етнографічного товариства. Співредактор журналу «Побут». Праці О. Малинки стали одним із фольклорно-етнографічних джерел для багатьох українських письменників.
- Малинка Дмитро Тимофійович (1897—1964) — Заслужений лікар СРСР, військовий хірург II св. війни, очільник Мринської лікарні в 1929—1958 рр.[11]
- Байда Анатолій Ілліч (1906—1978) — будівельник, керуючий трестом Південзахідтрансбуд, Герой Соціалістичної Праці (1966, за спорудження Палацу культури «Україна»), кавалер ордена Леніна та інших урядових нагород.
- Тягнієнко Михайло Іванович (09.12.1936 — 29.08.2021) — Народний артист України, провідний майстер сцени Харківського академічного російського драматичного театру імені О. С. Пушкіна.
- Кугут-Ісаєнко Ніна Іванівна (09.01.1950 — 16.04.2017) - педагог, поетеса і громадська діячка, вчителька української мови і літератури Мринської ЗОШ[12]
- Маленко Анатолій Володимирович (1957 — 22.11.2016) - педагог, голова Мринської сільської ради в 2010-2016 рр.
- Савченко Анатолій Володимирович (03.11.1957 — 26.09.2019) - видатний педагог, майстер спорту СРСР
- Бобок Володимир Анатолійович (30.03.1974 — 30.12.2022) - поет, зв'язківець, військовослужбовець ЗСУ
- Живкович Владислав Хайдарович (30.06.1975 — 18.02.2015) — старший прапорщик Збройних сил України, учасник російсько-української війни 2014—2017.
- Голодна Ольга Анатоліївна (14.11.1991) - майстер спорту з легкої атлетики, учасниця Олімпійських ігор

## Галерея

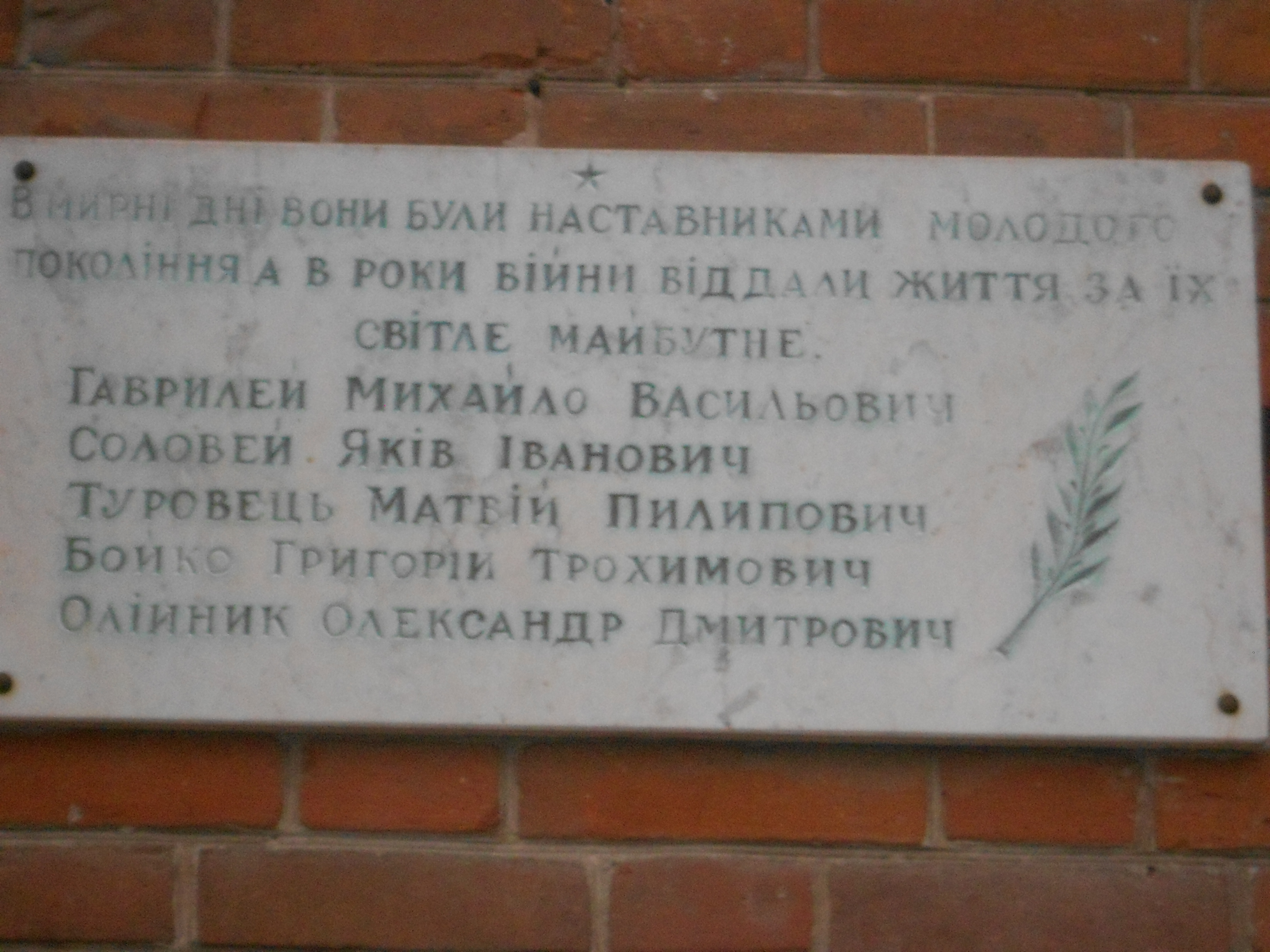
Пам'ятка у Мрині
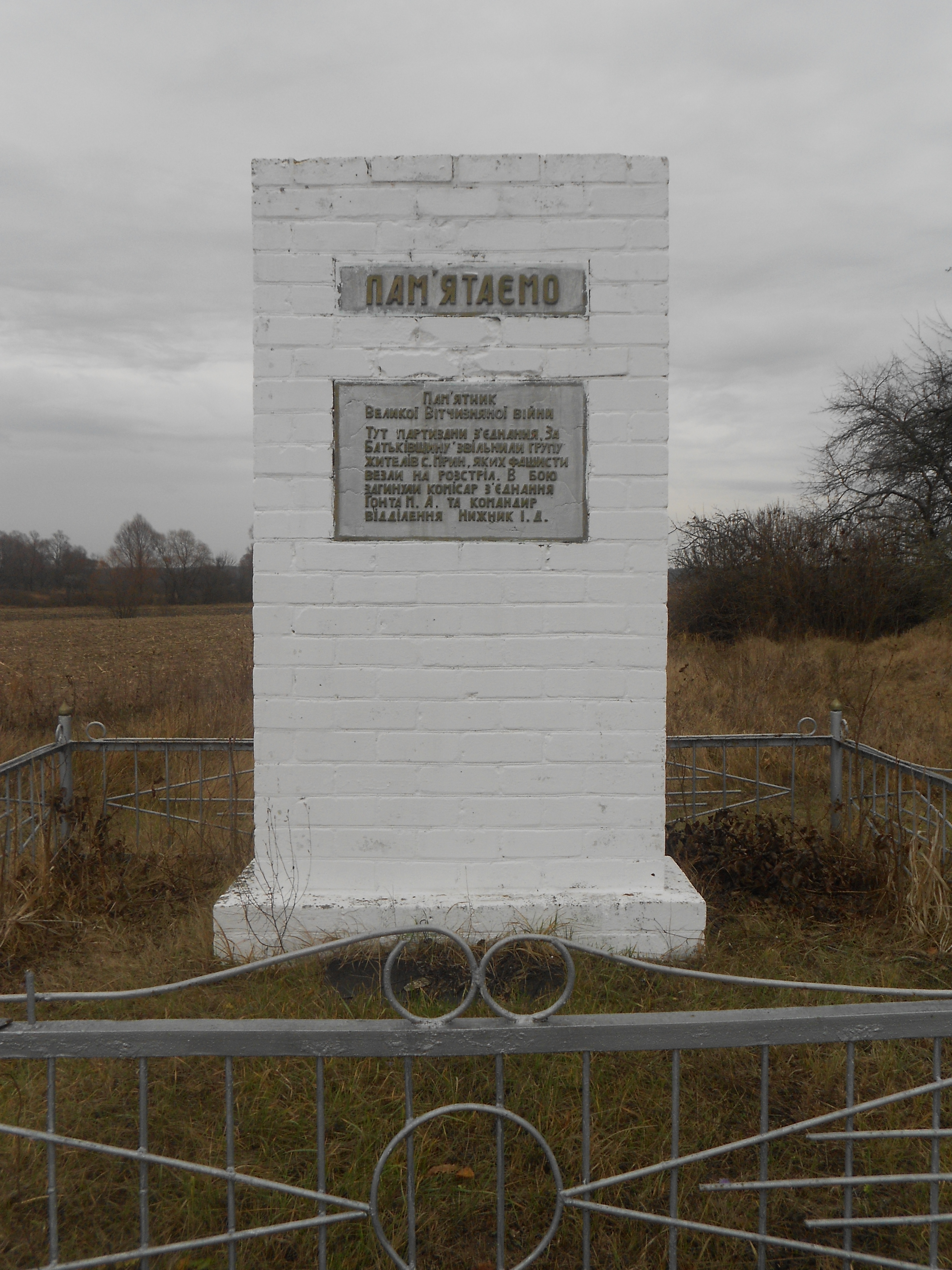
Пам'ятник над дорогою між Мрином і Лісовими Хуторами
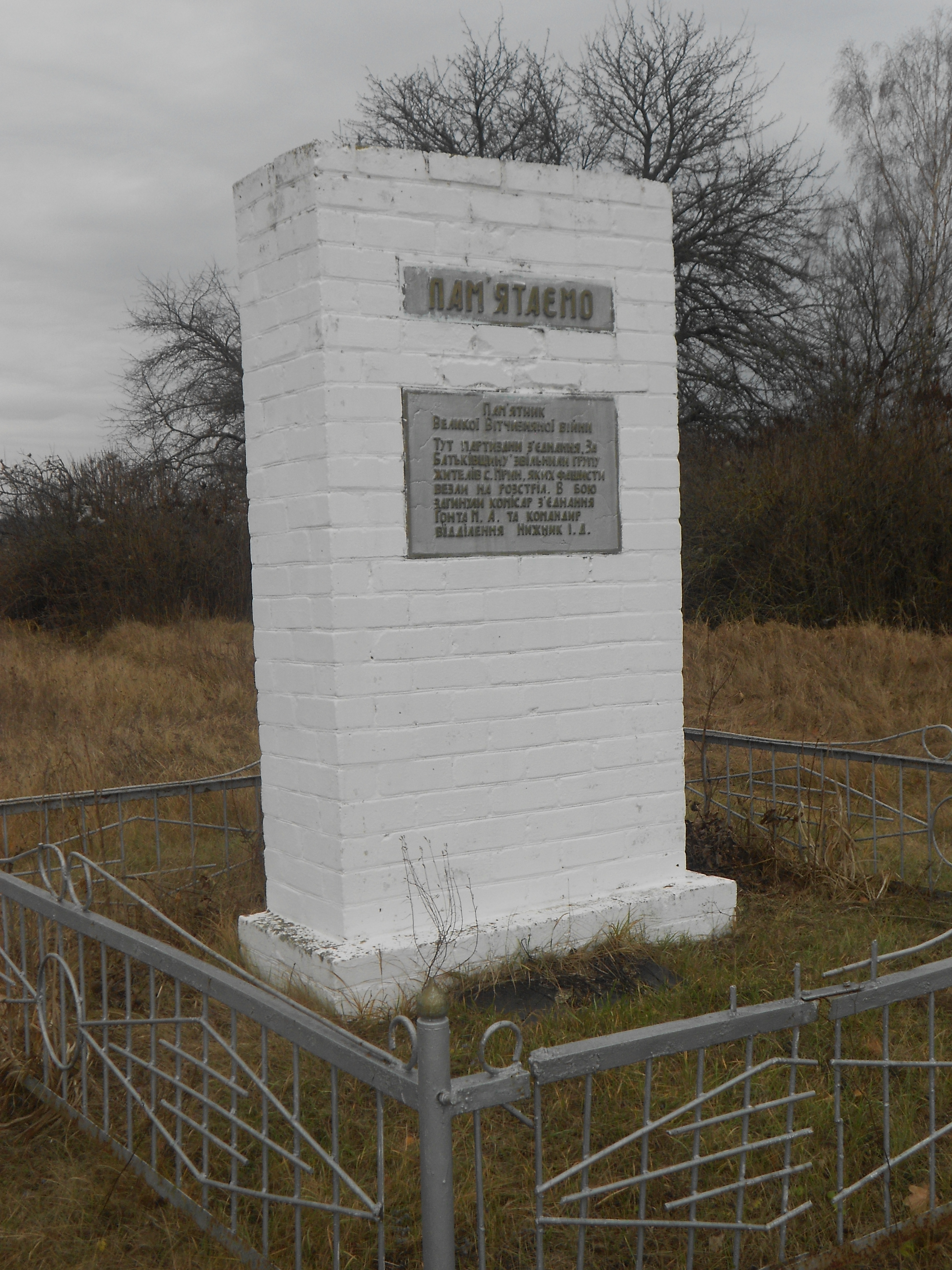
Пам'ятник над дорогою між Мрином і Лісовими Хуторами
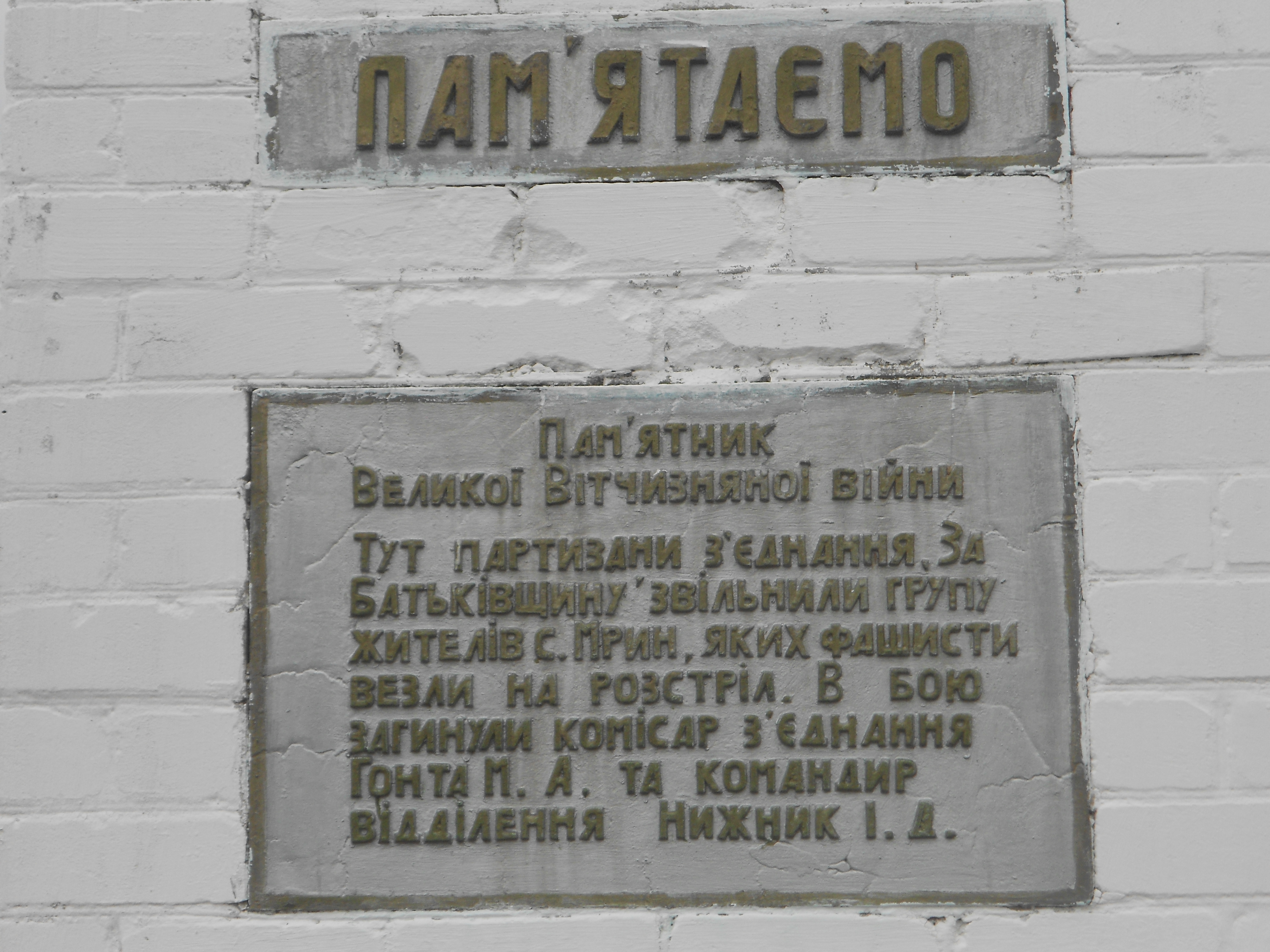
Пам'ятна табличка
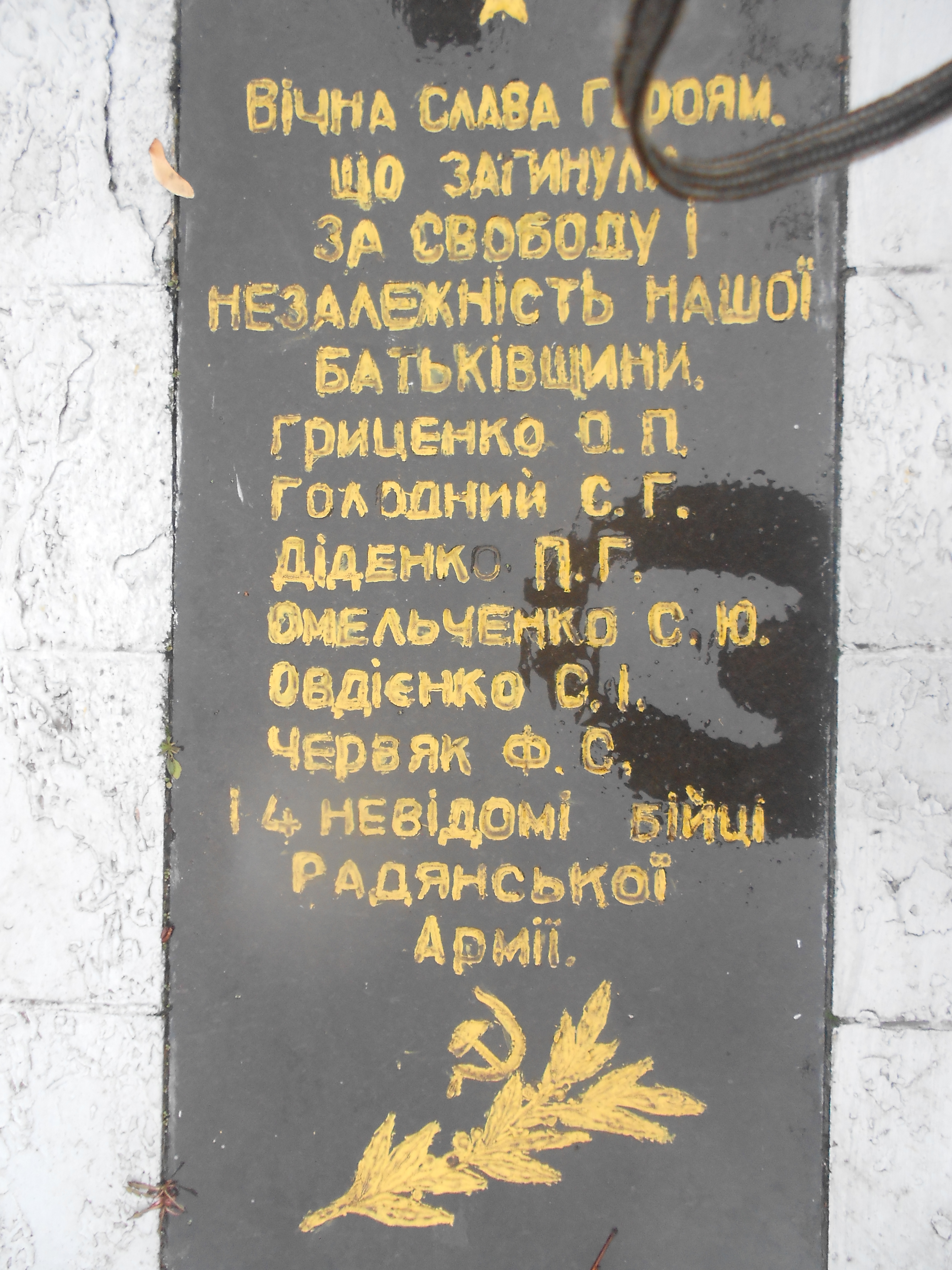
Пам'ятка у Мрині
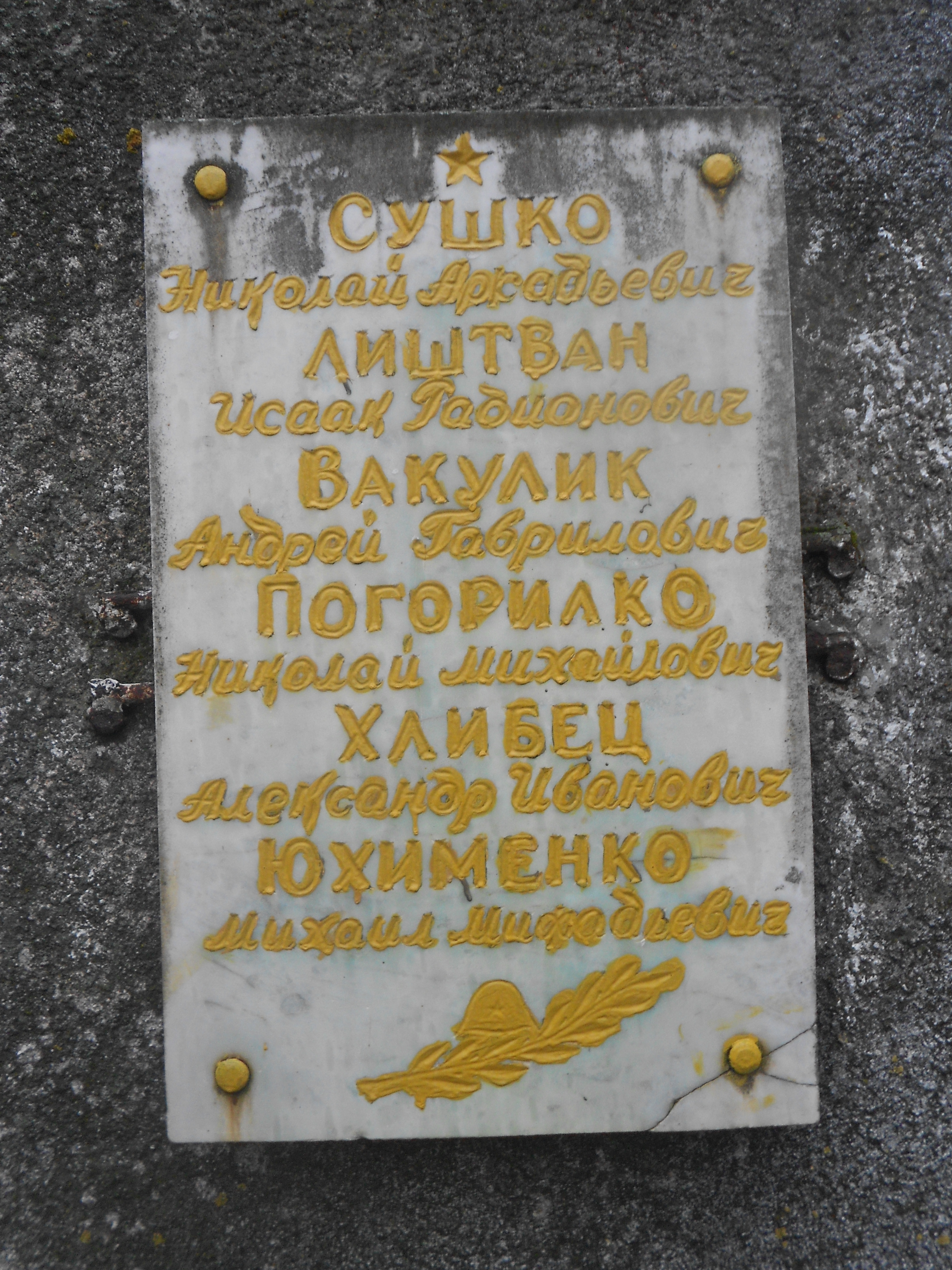
Пам'ятка у Мрині
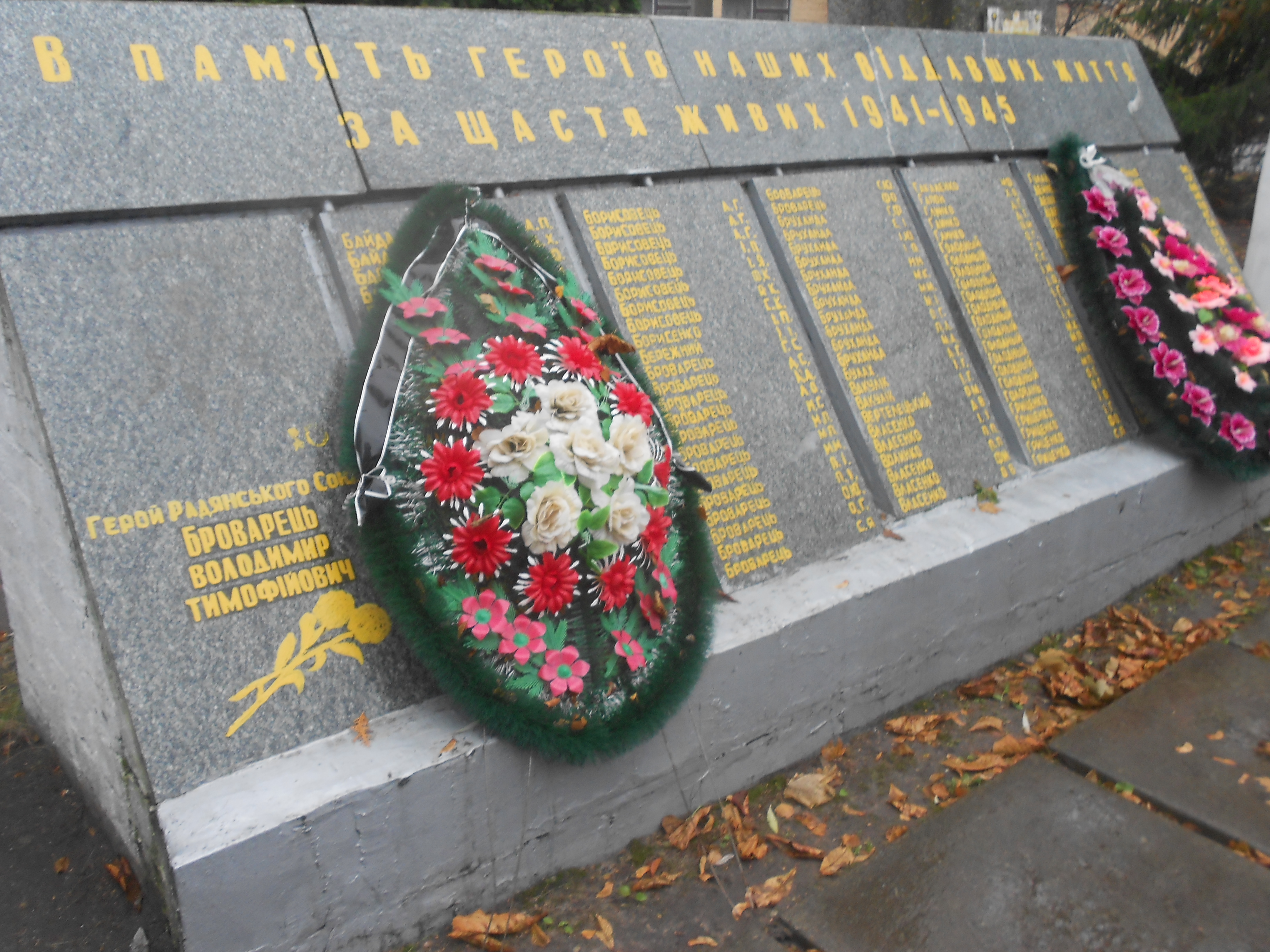
Пам'ятка у Мрині
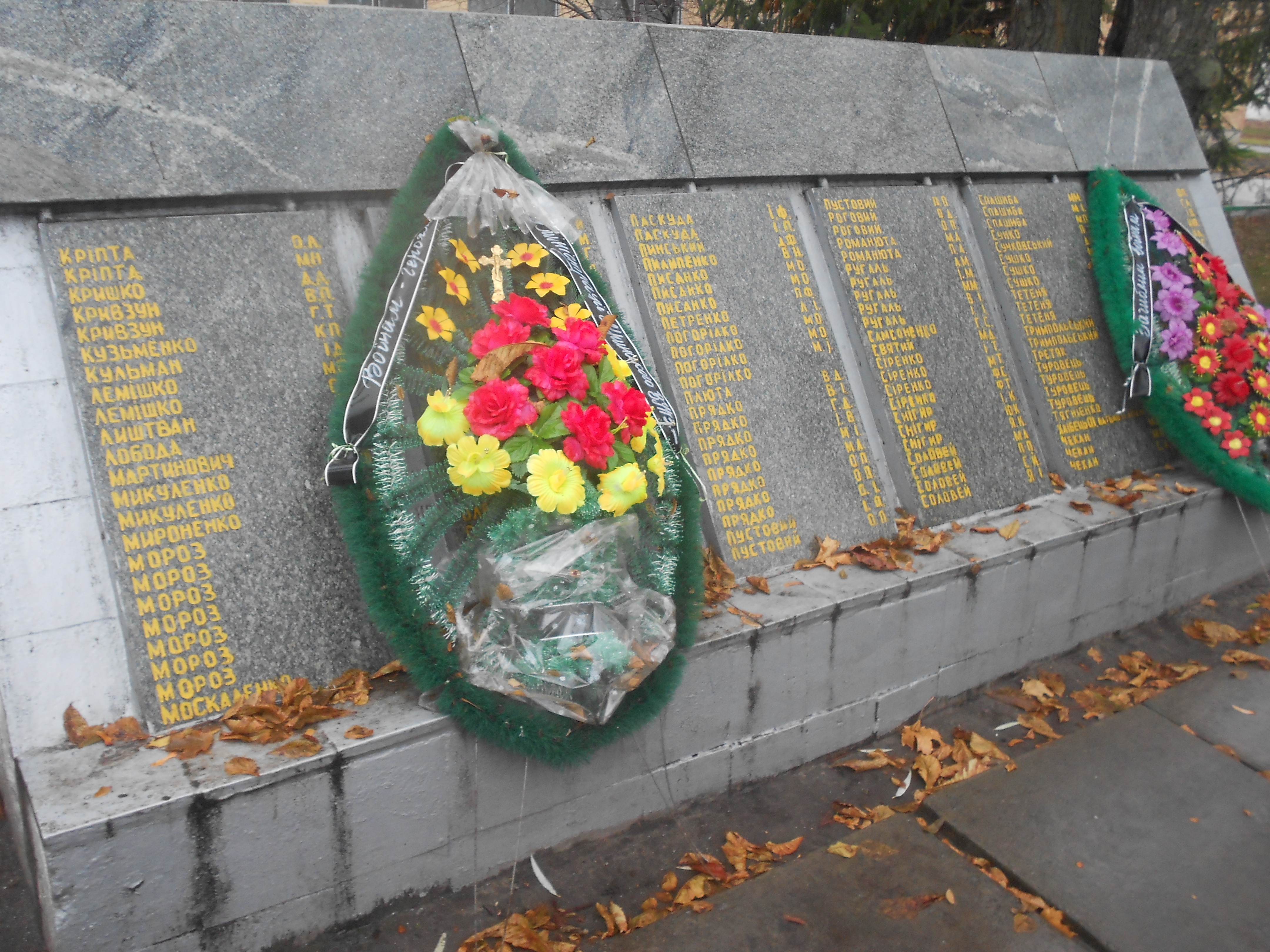
Пам'ятка у Мрині
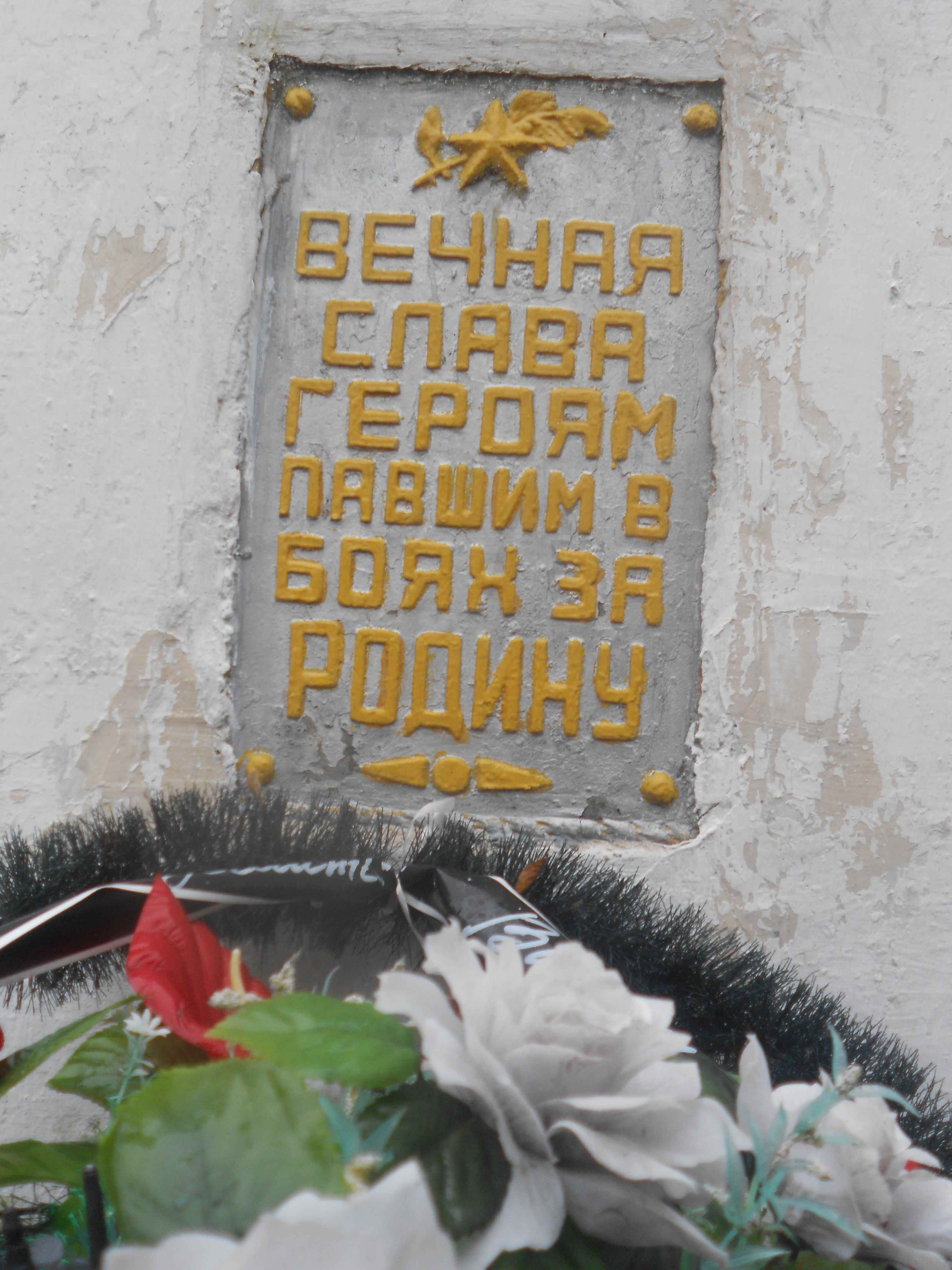
Пам'ятка у Мрині